# لورا ريتشاردسون
لورا ريتشاردسون (بالإنجليزية: Laura Richardson)‏ (و. 1962  م) هي سياسية، وسيدة أعمال أمريكية، ولدت في لوس أنجلوس، هي عضوةٌ في الحزب الديمقراطي.

## مناصب
تولت منصب عضو مجلس النواب الأمريكي (5 يناير 2011–3 يناير 2013)
- عضو مجلس النواب الأمريكي (6 يناير 2009–3 يناير 2011)[3]
- عضو مجلس النواب الأمريكي (4 سبتمبر 2007–3 يناير 2009)[3]
- عضو جمعية ولاية كاليفورنيا (2006–2007)[3]
- عضو  [لغات أخرى]‏ (2000–2006)[3]
- عضو مجلس النواب الأمريكي[3]

.

## التعليم
تعلمت في جامعة كاليفورنيا الجنوبية، وتحصلت منها على ماجستير إدارة الأعمال (حتى 1996)، وتعلمت في جامعة كاليفورنيا، لوس أنجلوس، وتحصلت منها على بكالوريوس في الفنون (حتى 1984)، وتعلمت في USC Marshall School of Business ‏
.